# Língua Franca Mediterrânea

Mapa da Europa e do Mediterrâneo do Atlas Catalão de 1375

A Língua Franca Mediterrânea, ou Sabir, foi uma língua de contato  ou línguas, que foram usadas como língua franca na Bacia do Mediterrâneo entre os séculos XI e XIX. April McMahon descreve o Sabir como um "proto-pidgin do século XV" e "uma relíquia da Língua Franca original, uma língua medieval usada pelos comerciantes do Mediterrâneo e pelos Cruzados". Operstein e McMahon categorizam Sabir e "Lingua Franca" como línguas separadas, mas relacionadas.

## Etimologia
Lingua franca significava literalmente “Língua francônica” em latim tardio, e originalmente se referia especificamente à língua que era usada ao redor do Mar Mediterrâneo Oriental como a principal língua de comércio da região. No entanto, o termo "francos" foi aplicado a todos os europeus ocidentais durante o final do período bizantino. Mais tarde, o significado de língua franca expandiu-se para significar genericamente qualquer língua-ponte. Seu outro nome na zona mediterrânea era Sabir, termo cognato de "saber" na maioria das línguas ibéricas, do italiano e do latim "sapere" e "savoir" francês.[carece de fontes?]

## Origens
Baseada principalmente nas línguas do norte da Itália (principalmente veneziano e genovês) e em segundo lugar nas línguas occitano-românicas (catalão e occitano) inicialmente na área do Mediterrâneo ocidental, a Lingua Franca mais tarde passou a ter mais elementos das línguas espanholas e portuguesa, especialmente na costa da Berbária (agora referido como Magrebe). A Língua Franca também tem influências pontuais do berbere, do turco, do francês, do grego e do árabe.[carece de fontes?]
A gramática da língua utilizou aspectos de muitos de seus lexificadores. O infinitivo foi usado para todas as formas verbais e o léxico era principalmente ítalo-românico, com interface em espanhol. Como no árabe, o espaço vocálico foi reduzido, e as influências venezianas podem ser vistas na eliminação de certas vogais e nas oclusivas intervocálicas.[carece de fontes?]

## História
Esta linguagem mista foi amplamente utilizada para o comércio e na diplomacia, sendo também corrente entre os escravizados do bagnio, os piratas berberes e os renegados europeus na Argel pré-colonial. Historicamente, os primeiros a utilizá-lo foram as colônias comerciais genovesas e venezianas no Mediterrâneo oriental, após o ano 1000.

À medida que o uso da Língua Franca se espalhou no Mediterrâneo, surgiu a fragmentação dialetal, sendo a principal diferença o maior uso do vocabulário italiano e provençal no Oriente Médio, enquanto o material lexical ibero-românico dominava no Magrebe. Depois que a França se tornou a potência dominante nesta última área no século 19, a Lingua Franca argelina foi fortemente galicizada (a ponto de os moradores locais acreditarem que falavam francês quando conversavam em Lingua Franca com os franceses, que por sua vez pensavam que eram falando árabe), e esta versão da língua foi falada até as dezenove centenas.... O francês argelino era de fato um dialeto do francês, embora a Lingua Franca certamente tivesse tido uma influência sobre ele.... A Lingua Franca também parece ter afetado outras línguas.  Eritreu Pidgin Italiano, por exemplo, exibiu algumas semelhanças notáveis com ele, em particular o uso de particípios italianos como marcadores passados ou perfectivos. Parece razoável supor que estas semelhanças foram transmitidas através de estereótipos de fala de estrangeiros italianos.
As semelhanças contribuem para complexas discussões sobre a classificação da Língua Franca como língua. Embora sua classificação oficial seja a de pidgin, alguns estudiosos se opõem veementemente a essa classificação e acreditam que seria melhor vista como uma interlíngua do italiano.
Hugo Schuchardt (1842 – 1927) foi o primeiro estudioso a investigar sistematicamente a Língua Franca. De acordo com a teoria monogenética da origem dos pidgins que desenvolveu, a Língua Franca era conhecida e utilizada pelos marinheiros do Mediterrâneo, incluindo os portugueses. Quando os portugueses começaram a explorar os mares de África, América, Ásia e Oceania, tentaram comunicar com os nativos misturando uma versão da Língua Franca de influência portuguesa com as línguas locais. Quando os navios ingleses ou franceses passaram a competir com os portugueses, as tripulações procuraram aprender o “português quebrado” ou "português errado". Um processo de relexificação fez com que o léxico da Língua Franca e do Português fosse substituído pelas línguas dos povos em contato.
A teoria é uma forma de explicar as semelhanças entre a maioria dos pidgins e línguas crioulas de base europeia, como a Língua tok pisin, o Papiamento, o Sranan Tongo, a Língua krio e o Pidgin Inglês Chinês. Essas línguas usam formas semelhantes ou derivadas de sabir para 'saber' e piquenho para "crianças".[carece de fontes?]
A Língua Franca deixou vestígios na gíria argelina atual e no polari. Há vestígios da língua em nomes geográficos, como Cabo Guardafui, que significa literalmente "Cabo Olha (guarda) e Vai" na língua franca e no italiano antigo.

## Debate
Muitos aspectos da Língua Franca ainda estão em debate e diferentes estudiosos têm opiniões distintas. Essas diferentes interpretações ocorrem pelo fato da Língua Franca ser uma língua principalmente oral, com alguns relatos e exemplos na literatura, mas muito poucos exemplos reais da língua em uso. Isso também pode refletir a natureza não fixamente definida e mutável da linguagem.
Os principais aspectos debatidos são a classificação da língua e a origem do termo "língua franca".
Embora a língua seja oficialmente classificada como pidgin, alguns estudiosos argumentam que isso é impreciso e apontam, em vez disso, para uma interlíngua do italiano ou uma língua koiné.[carece de fontes?]
Teorias alternativas da origem do termo língua franca incluem sua tradução como "língua livre", talvez referindo-se ao livre comércio, ou uma tradução do árabe que significa "língua latina" ou "língua comercial". Também foi traduzido para significar "Venético" ou "língua ocidental" ou simplesmente para significar "língua francesa".